# ジェフ・ハンガートナー
ジェフ・ハンガートナー（Geoff Hangartner 1982年4月22日- ）はテキサス州ヒューストン出身のアメリカンフットボール選手。NFLのカロライナ・パンサーズに所属している。ポジションはセンター、ガード。

## 経歴
高校時代には州のプレーオフに2度出場した。また3年次には州のセカンドチームに選ばれている。テキサス農工大学では36試合連続で先発センターを務めた後、4年次にタックルにコンバートされて12試合に先発出場した。この年ビッグ12カンファレンスのファーストチームに選ばれフラボウルにも出場した。
2005年のNFLコンバインにおけるワンダーリックテストで47点を取った。NFLドラフト5巡でカロライナ・パンサーズに指名されて入団した。1年目の2005年はジェフ・ミッチェルの控えとなりスペシャルチームでプレーした。2006年にジャスティン・ハートウィグが開幕戦のアトランタ・ファルコンズ戦で故障したため、残り15試合でセンターとして先発出場した。2007年はジェレミー・ブリッジズの代わりに終盤4試合で右ガードで先発した。2008年は左ガードのトラベル・ワートンやセンターのライアン・カリルの代わりとして8試合に先発出場した。
2009年2月28日、バッファロー・ビルズと4年間1000万ドルで契約を結んだ。2009年には全試合で先発出場、2010年も12試合で先発出場を果たした。
2011年シーズン開幕前、エリック・ウッドとセンターのポジションを争い敗れた後、開幕直前の9月3日、チームから解雇された。9月5日、カロライナ・パンサーズと契約、右ガードとして16試合に先発出場した。シーズンオフにチームと再契約を果たした。
2013年8月1日、パンサーズから解雇された。パンサーズの先発右ガード、クリス・スコットが負傷、控えガードのジェフ・バイアースが故障者リスト入りしたことから、11月5日にパンサーズに復帰した。